# Nagroda imienia Edwarda hr. Raczyńskiego

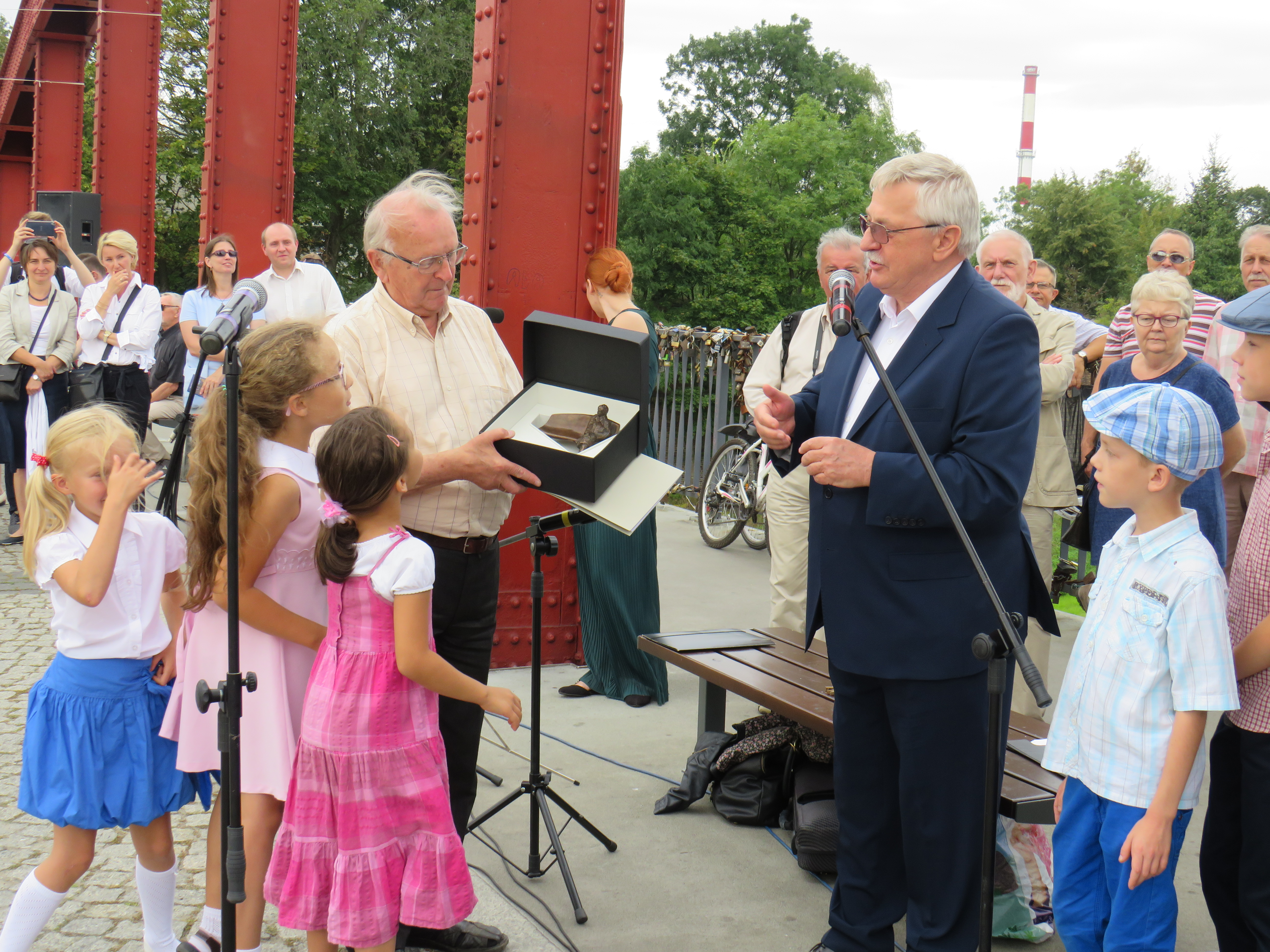
Wręczenie nagrody Gerardowi Cofcie w 2016 roku

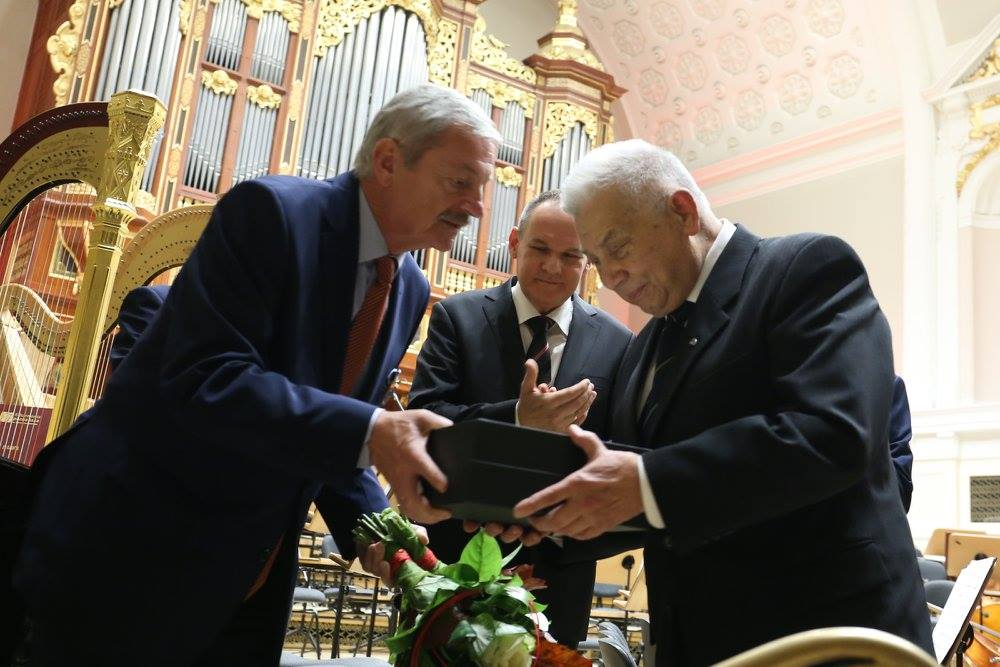
Wręczenie nagrody Leonardowi Szymańskiemu w 2017 roku, podczas inauguracji 71 sezonu Filharmonii Poznańskiej

Nagroda imienia Edwarda hr. Raczyńskiego – nagroda przyznawana przez Zgromadzenie Fundatorów Fundacji Rozwoju Miasta Poznania.

## Historia
Nagrodę stanowi statuetka z brązu przedstawiająca siedzącą na ławeczce postać Edwarda hrabiego Raczyńskiego według projektu Romana Kosmali wraz z dyplomem. Nagroda ma charakter honorowy. Laureatem nagrody może być osoba fizyczna lub prawna, która w sposób trwały związana jest z miastem Poznań lub jego okolicami.

## Laureaci
- 2013 – Wojciech Spaleniak[2] ur. 1943 – polski bibliotekarz i historyk, wieloletni dyrektor Biblioteki Raczyńskich w Poznaniu.
- 2014 – dr Andrzej Byrt[3], ur. 20 września 1949 – polski ekonomista, urzędnik państwowy i dyplomata. Ambasador RP w Niemczech (dwukrotnie) oraz we Francji i Monako, wiceminister w resortach współpracy gospodarczej z zagranicą oraz spraw zagranicznych, w latach 2009–2014 prezes zarządu Międzynarodowych Targów Poznańskich.
- 2015 – nagrody nie przyznano
- 2016 – Gerard Cofta[4], ur. 1933 w Poznaniu – poznański działacz społeczny
- 2017 – Leonard Szymański[5][6], ur. 18 czerwca 1939 w Poznaniu – polski inżynier, konstruktor i polityk, poseł na Sejm X kadencji.
- 2018 – UWI Inwestycje SA – deweloper na poznańskim rynku nieruchomości[7]
- 2019 – Arleta Kolasińska, ur. 1969 – Prezes Fundacji Artystyczno-Edukacyjnej Puenta[8]